# Gran Premio Industria e Commercio di Prato 2001
Il Gran Premio Industria e Commercio di Prato 2001, cinquantaseiesima edizione della corsa, si svolse il 25 settembre 2001 su un percorso di 195 km, con partenza e arrivo a Prato. Fu vinto dall'italiano Davide Rebellin della Liquigas-Pata davanti ai suoi connazionali Francesco Casagrande e Eddy Mazzoleni.

## Ordine d'arrivo (Top 10)
| Pos. | Corridore            | Squadra                      | Tempo    |
| ---- | -------------------- | ---------------------------- | -------- |
| 1    | Davide Rebellin      | Liquigas-Pata                | 5h03'52" |
| 2    | Francesco Casagrande | Fassa Bortolo                | s.t.     |
| 3    | Eddy Mazzoleni       | Tacconi Sport-Vini Caldirola | a 32"    |
| 4    | Gianluca Tonetti     | Selle Italia-Pacific         | a 44"    |
| 5    | Ruggero Borghi       | Tacconi Sport-Vini Caldirola | a 50"    |
| 6    | Paolo Lanfranchi     | Mapei-Quick Step             | a 53"    |
| 7    | Tadej Valjavec       | Fassa Bortolo                | s.t.     |
| 8    | Piotr Wadecki        | Domo-Farm Frites             | a 1'06"  |
| 9    | Denis Lunghi         | Team Colpack-Astro           | s.t.     |
| 10   | Gorazd Štangelj      | Liquigas-Pata                | s.t.     |